# Популонија
Популонија (итал. Populonia) је насеље у Италији у округу Ливорно, региону Тоскана. 
Према процени из 2011. у насељу је живело 17 становника. Насеље се налази на надморској висини од 172 м.